# Махатмы и челы
«Махатмы и челы» (англ. Mahatmas and Chelas) — статья Елены Петровны Блаватской, опубликованная в июле 1884 года в теософском журнале «The Theosophist». В 1885 году была опубликована в сборнике журнальных статей «Five Years of Theosophy». Вошла в 6-й том «Собрания сочинений» автора.

## Исследование содержания

### Определение махатмы
Согласно Гудрик-Кларку, в 1868 году Блаватская была принята тибетскими махатмами в качестве ученицы (челы) и прошла у них курс обучения с целью «подготовки к своей миссии на Западе». Сенкевич писал, что «махатмы — это эзотерический ключ к жизни и творчеству Блаватской». Исследователь теософского движения 19-го века А. Калнитски писал, что для его участников концепция Учителей служила «источником вдохновения и уверенности в легитимности» идей Блаватской. Её статья о махатмах и челах начинается с определения:

«Махатма — это человек, который, посредством обучения и специальной тренировки, приобрёл такие духовные знания и развил такие высшие способности, каковые для обычных людей будут доступны только после бесчисленной серии перевоплощений в процессе космической эволюции и лишь при условии, что они не пойдут против целей природы и тем самым не приведут себя к собственному уничтожению. Процесс саморазвития махатмы занимает ряд воплощений, хотя их сравнительно немного».
По существу, статус махатмы достигается в результате успешного завершения
личной духовной эволюции. По-видимому, этот процесс не стимулируется «внутренними, или инстинктивными, биологическими факторами», но инициируется челой путём преднамеренного выбора. Добровольно приняв решение пройти «специальную тренировку и обучение», он может в конечном итоге достичь желаемой цели духовного прозрения, тем самым выделив себя из массы человечества. «Высшие способности» могут быть достигнуты в течение длительного периода, простирающегося через многочисленные воплощения. Подобный процесс требует «бескомпромиссной самоотдачи и трудолюбия», тем не менее, это более короткий маршрут, чем тот, по которому предстоит пройти большинству людей. Это быстрее, чем прохождение через бесчисленный ряд жизней в процессе постепенного развития. Когда выбран ускоренный способ, ученику требуется пройти через более насыщенные серии жизней. Однако существует реальный элемент риска, поскольку достижение статуса полного духовного развития «не происходит автоматически и не является гарантированным».

### Необходимость реинкарнации
Теософская доктрина посмертного бытия и реинкарнации — это всё та же «метафизическая философия» Блаватской. В основном, это переосмысление теософских взглядов о семичастной конституции человека. Автор пишет, что первые три принципа, связанные с телом, рассеиваются после смерти в первую очередь. Четвёртый принцип и низшая часть пятого сохраняются дольше, продолжая своё существование в течение неопределённого времени в кама-локе, «популяризированной в более поздней теософской и оккультной литературе как астральный план». В конце концов, когда кармические последствия сбалансированы, эти связующие принципы также распадаются. Однако, высший манас, представляющий собой «непорочную часть личности, должным образом связывается с духовным ядром человека — его шестым и седьмым принципами». И эта очищенная сущность «трансцендентного эго» переходит в более одухотворённое место, дэвачан, где она приступает к ещё более «рафинированному и эфиризованному» существованию, ассимилируя уроки своего последнего воплощения. Таким образом, циклические действия природы по отношению к конкретной «монаде/индивидуальности/душе» демонстрируют важность реинкарнации.

### Итоги саморазвития
Предполагается, что каждое воплощение пополняет «мудрость, зрелость, интуицию и развивает характер», и всё это накапливается у людей, явно и намеренно ставших на путь ускоренной духовной эволюции. Повторение этого процесса с «почти математической неизбежностью» ведёт человека от не пробуждённого состояния до состояния просветления. Блаватская видит это так:

«Сущность человека, проходящего оккультное обучение в последовательной цепи своих рождений, имеет соответственно (в каждом воплощении) всё меньше и меньше от своего низшего манаса, наконец, наступает время, когда весь её манас, будучи всецело высшего порядка, концентрируется в высшей индивидуальности, и тогда про такого человека говорят, что он стал махатмой».
Блаватская утверждает, что в момент физической смерти махатмы все его четыре низших принципа «безболезненно разрушаются», поскольку для него они фактически стали «предметами одежды», которые он легко снимает и надевает. Таким образом, «подлинный махатма — это не физическое тело, а высший манас, неразрывно связанный с атмой и её проводником (шестым принципом)», — объединение, созданное за сравнительно короткий период, благодаря прохождению через процесс саморазвития.
Когда такое состояние достигнуто, махатма больше не зависит от влияния
тела и личности, но приспосабливает их к своей высшей сущности. В момент физической смерти он может выбирать альтернативные варианты своей дальнейшей эволюции. Если он перевоплощается, то это опять же его добровольный выбор, мотивированный состраданием и желанием стимулировать эволюцию других людей. Несмотря на то, что он воплощён, он обладает необычайным контролем над своим телом и способностью сознательно использовать сверхчувственные навыки. Ускоренное и усиленное культивирование экстраординарных способностей определяется принципами эзотерической традиции. И если считать теософскую систему заслуживающей доверия, то овладение оккультной философией должно позволить её «усердным и преданным» приверженцам существенно продвинуться на пути к статусу махатмы.

### Увидеть махатму
Блаватская обращает внимание на разочарование, нередко выражаемое теми, кому не представилась возможность увидеть махатм во плоти. По её словам, желание этих людей основано на дезинформации, потому что они не понимают, как правильно сформулировать проблему. Отличительными признаками махатм являются духовные качества, а не физические признаки. Даже если эти люди встретятся с махатмами физически, они не смогут понять, чем же отличаются такие возвышенные существа от обычного человека. Всё, что они смогут увидеть, будет, в конечном счете, иллюзорной формой. Чтобы научиться распознавать, кто перед ним, человек должен сам, приложив соответствующие усилия, развить свою духовность и интуицию. По сути, Блаватская призывает к личному духовному росту, потому что только путём расширения сознания до необходимого уровня можно по-настоящему понять, кто перед тобой. «Ясность восприятия, рассеивание иллюзии и чистое интеллектуальное видение» — это единственный доступный способ узнать, что перед вами действительно махатма.

### Главная цель ученичества
Особой заботой махатм являются высшие интересы человечества, поэтому они особенно чувствительны к потокам энергии, направленной на духовную эволюцию. Поэтому наиболее эффективный способ, которым человек может обратить на себя их внимание, — это настроить своё мышление соответственно их целям. Блаватская сравнивает такой подход с «верой». Но это не «слепая вера», которой не требуется предшествующее осознание или понимание. Она считает, что вера должна
подкрепляться знанием, потому что «с истинным знанием приходит и вера». Трансцендентные качества человека, являющиеся его истинной сущностью и состоящие из высшего интеллектуального, интуитивного и
духовного принципов, в совокупности дают возможность приобрести мистическое понимание реальности и пробудить скрытые способности, которые недоступны для обычного сознания. Достижение этого идеального состояния духовности должно быть главной целью ученичества (англ. chelaship). И только при правильном усвоении и понимании оккультного учения о природе и космосе возможен реальный духовный прогресс. Автор статьи пишет:

«Таким образом, желание человека стремиться к ученичеству должно сочетаться с пониманием Закона Космической Эволюции, которое позволит ему работать в гармоничном согласии с природой вместо того, чтобы действовать из-за собственного неведения вопреки её целям».
По мнению Калнитски, данная статья рекомендует «долгосрочную и безоговорочную» преданность цели, связанной с личной духовной эволюцией. Это является предварительным условием для привлечения внимания махатм и последующего развития психических сил. Только при достижении соответствующего уровня осведомлённости и понимания можно правильно идентифицировать махатм. Контраст между махатмой и «средним беспристрастным исследователем» является качественным с точки зрения различия в уровнях развития и зрелости, а также количественным с точки зрения затрат времени и воплощений, необходимых для достижения сопоставимого статуса. Для теософов махатмы служат не только в качестве образца для подражания, но и примером того, как нужно следовать «предписанному пути эволюционного совершенствования».

## Критика
Макс Мюллер заявил, что знания Блаватской, якобы полученные ею от тибетских махатм, оставляют желать лучшего, обвинив в невежестве не столько их ученицу, сколько их самих. Гарри Олдмедоу заметил, что «вопреки легенде, сочинённой самой Блаватской и распространяемой её многочисленными агиографами», она никогда не была в Тибете. Её заявления, что она получила свои знания от «гималайских махатм, являющихся членами своего рода братства, проживающих в отдалённой области Тибета и обладающих доступом к неким источникам тайной мудрости, нельзя рассматривать серьёзно».
М. Брауэн, изучив биографию Блаватской, предложил свою версию для объяснения связанных с ней инцидентов: 

«Есть определённые признаки, что ЕПБ страдала от раздвоения личности, о чём она, вероятно, не подозревала. Она часто оказывалась в собственном мире, недоступном для окружающих; с трудом отличала реальность от своего субъективного восприятия; слышала голоса; ощущала себя объектом интриг и заговоров: короче говоря, у неё были симптомы, характерные для шизофрении».

## Публикации
- Mahatmas and Chelas (англ.) // The Theosophist : журнал. — Adyar: Theosophical Society, 1884. — July (vol. 5, no. 10).
- Mahatmas and Chelas // Five Years of Theosophy. — London: Reeves & Turner, 1885. — P. 92—95. — 557 p.
- Mahatmas and Chelas // Collected Writings / под ред. B. De Zirkoff. — Los Angeles: Blavatsky Writings Publication Fund, 1954. — Vol. 6. — P. 239—241. — 481 p.
- Махатмы и челы // Новый Панарион. — М.: МЦФ, 1994. — 512 с. — (Е. П. Блаватская).

## Комментарии
1. ↑  «The Theosophist», Vol. 5, July 1884, p. 233.[1]
2. ↑  Теософы чаще всего называют «старших Братьев человечества» Учителями, адептами или махатмами (переводится как «великая душа»).[2]
3. ↑  «Chela, Cela (Hindi). Archaic spelling cheta (ceta) or cheda (ceda). Servant, disciple».[3]
4. ↑  Н. Гудрик-Кларк отметил, что «концепция Учителей» представляет собой идею розенкрейцеров о «невидимых и тайных адептах», работающих для прогресса человечества.[6] Также Г. Тиллетт писал: «Концепция Учителей, или махатм, представленная Блаватской, является сплавом западных и восточных идей; по её словам, местонахождение большинства из них связано с Индией или Тибетом. И она, и полковник Олкотт утверждали, что видели махатм и общались с ними. В западном же оккультизме идея „сверхчеловека“ была связана, в частности, с братствами, основанными Мартинесом де Паскуалли и Луи-Клодом де Сен-Мартеном».[7]
5. ↑  Cit. Mahatmas and Chelas.[9][10]
6. ↑  Вл. Соловьёв проанализировав теософское «учение о семичастном составе человека», перечислил семь начал, или принципов: физическое тело (рупа), жизненная сила (прана), астральное тело (линга-шарира), страстная (животная) душа (кама-рупа), ум (человеческая душа) (манас), буддхи, атма.[12]
7. ↑  Трефилов[укр.] писал, что, по теософским представлениям, вселенная включает в себя планы: физический, астральный, ментальный и ещё более высокие планы. Структурным компонентом ментального плана является дэвачан — теософское название неба (буквально «страна богов», или «светящаяся страна»). Сюда приходят человеческие существа, сбросившие свои физические и астральные тела и прошедшие очищение в кама-локе. Здесь душа собирает жатву добра, посеянного на земле. В дэвачане — мире «небесного блаженства и радости» — всё ценное, что было пережито в земной жизни, перерабатывается в умственные и нравственные качества и силы, которые человек понесёт с собой в следующее воплощение.[14]
8. ↑  Cit. Mahatmas and Chelas.[16][10]
9. ↑  See, Mahatmas and Chelas.[10]
10. ↑  See, Mahatmas and Chelas.[16]
11. ↑  See, Mahatmas and Chelas.[17]
12. ↑  Cit. Mahatmas and Chelas.[19]
13. ↑  «Учителя, о которых мы узнали из теософии, — это просто учащиеся старших классов в школе жизни. Они — члены нашей собственной эволюционной группы, а не пришельцы из небесных сфер. Они действительно супермены, но всего лишь в области знания законов жизни и по части мастерства в использовании своих сил, к чему мы пока только стремимся».[20]
14. ↑  Священник Д. Дружинин писал: «Исследуя теософию, мы догадывались уже многократно: кто же ещё мог создать столь путаную, противоречивую, фантазёрскую доктрину и психически патологичную практику? Только душевнобольные!»[23] См. также: Раздвоение личности#Расстройство множественной личности и шизофрения; Рапорт ОПИ.

### Теософские источники
- An Index to «The Theosophist», Bombay and Adyar (англ.). Union Index of Theosophical Periodicals. The Campbell Theosophical Research Library (13 октября 2016). Дата обращения: 8 июня 2017.
- Encyclopedic Theosophical Glossary / под ред. G. de Purucker. — Pasadena: Theosophical University Press, 1999. — ISBN 978-1-55700-141-2.
- Hao Chin V. Mahātma (англ.). Theosopedia. Manila: Theosophical Publishing House (3 апреля 2012). Дата обращения: 7 июня 2017.